# Neulandhalle

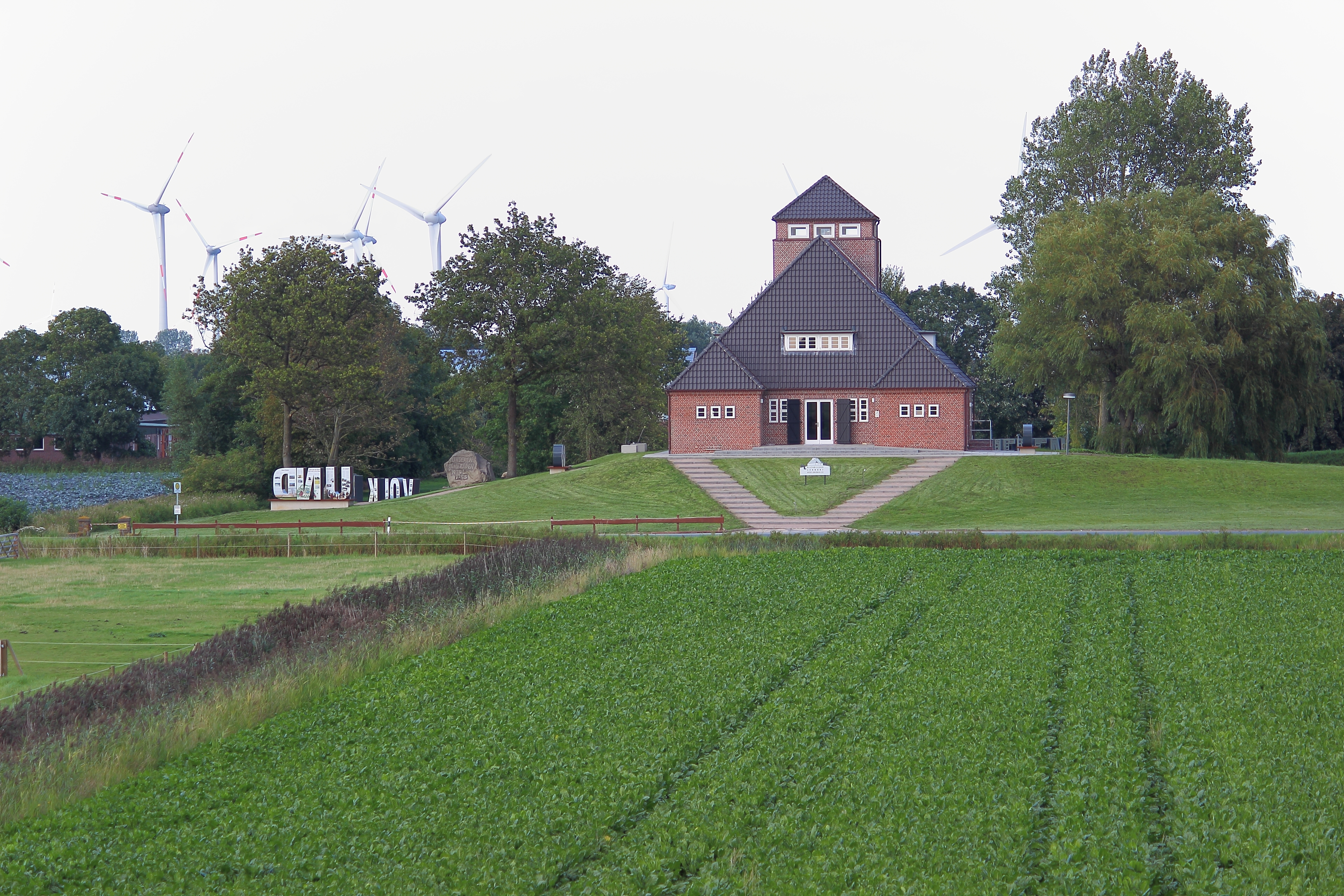
Westansicht Neulandhalle nach Rückbau (2019)

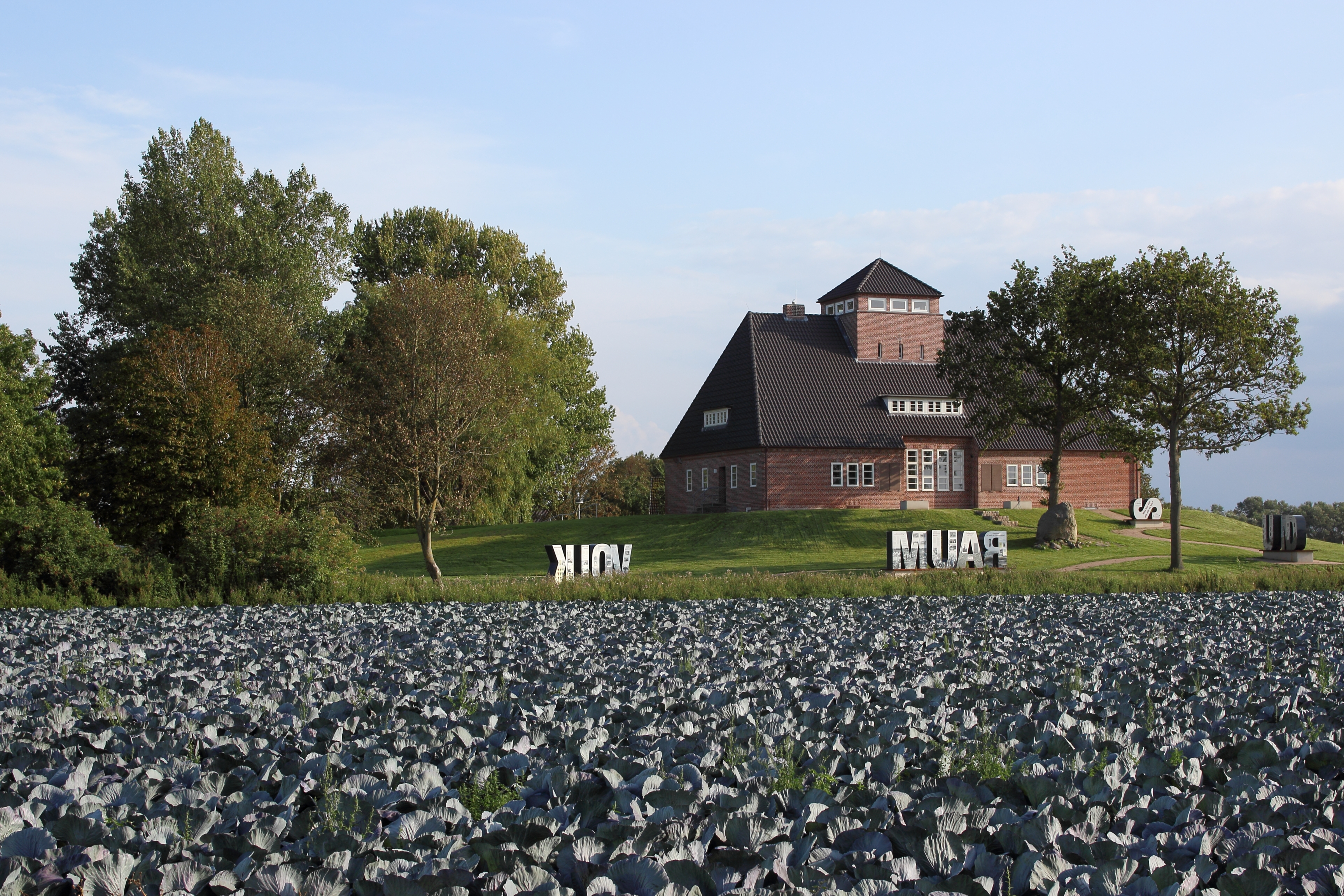
Nordansicht Neulandhalle nach Rückbau (2019)

Die Neulandhalle ist ein in den Jahren 1935/1936 errichtetes Gebäude im Dieksanderkoog, der Teil der Gemeinde Friedrichskoog im Kreis Dithmarschen, Schleswig-Holstein ist. Ursprünglich war sie primär staatlicher Repräsentationsbau und Schulungsstätte für den Deichbau an der schleswig-holsteinischen Nordseeküste. Seit dem Jahr 2019 ist sie gemeinsam mit einer frei zugänglichen Außenausstellung Historischer Lernort, der im örtlichen Kontext die ideologischen Begriffe Volksgemeinschaft und Lebensraum thematisiert.

## Geschichte

### Planung und Bau
Die Neulandhalle wurde vom Architekten Richard Brodersen entworfen. Das auf der einzigen künstlichen Warft des Koogs im Stil eines Hallenhauses errichtete Gebäude sollte primär staatlicher Repräsentationsbau sowie Mittelpunkt für Arbeitstreffen und Schulungen der Selbstverwaltung im Deich- und Wasserwesen an der gesamten Westküste (Marschenverband Schleswig-Holstein, Deichverbände) sein. Entsprechend sahen die Planungen einen schlichten, aber zugleich eindrucksvollen Bau vor. Daneben stand das Gebäude der örtlichen Bevölkerung für Feierlichkeiten zur Verfügung, konnte größenbedingt aber nicht alle Einwohner des Dieksanderkoogs aufnehmen. Das Dachgeschoss wurde als Jugendherberge genutzt.
Von außen wiesen zunächst das am Dachreiter montierte Hoheitszeichen des Deutschen Reichs bestehend aus Reichsadler mit Hakenkreuz im Eichenkranz auf die staatliche Funktion des Gebäudes hin. Auf der Nordseite des Gebäudes befanden sich zwei monumentale Wächterfiguren: Soldat und Deichbauer (Wasserwerker) als Symbole des Schutzes der Küste. Sie wurden nach Entwürfen des Architekten vom Bildhauer Ludolf Albrecht geschaffen.
Im Inneren befindet sich gegenüber vom Haupteingang ein großer offener Kamin, über dem Schwert und Ähren auf die Symbole des Reichsnährstands hinweisen. Der Hauptraum war ursprünglich mit vier Fresken zu den Themen Deichbau, Saat, Ernte und Hausbau von Otto Thämer ausgeschmückt. Zudem waren an den Wänden in niederdeutscher Sprache für den Deichbau typische Sinnsprüche wie De nie wull dieken, mut wieken („Wer nicht deichen will, der muss weichen“) zu lesen.
Eine Büste Adolf Hitlers aus Eichenholz von Carl Schümann befand sich ebenfalls in der Halle.
Neben dem Hauptgebäude errichtete der Reichsarbeitsdienst einen freistehenden Glockenturm. Er nahm die vom Reichsnährstand gestiftete Glocke auf, die bei Geburt und Tod sowie im Katastrophenfall geläutet wurde.

### Nutzung bis 1945
Die Neulandhalle war seit der Grundsteinlegung durch Adolf Hitler am 29. August 1935 Bestandteil des nationalsozialistischen Propaganda. Diese stilisierte die Eindeichung des Dieksanderkoogs als Auftakt zur Realisierung des im Jahr 1933 vom Gauleiter und Oberpräsidenten der Provinz Schleswig-Holstein in Preußen Hinrich Lohse präsentierten Generalplans für die Landgewinnung Schleswig-Holstein hoch; nach dem Generalplan sollten binnen eines Jahrhunderts an der Nordsee insgesamt 43 neue Köge mit einer Fläche von 30.000 Hektar als Lebensraum für 10.000 Menschen eingedeicht werden.
Entsprechend öffentlichkeitswirksam wurde die Neulandhalle am 30. August 1936 im Beisein zahlreicher Abordnungen und Ehrengäste von Reichswirtschaftsminister Hjalmar Schacht eingeweiht. Filme wie Trutz blanke Hans (1935) und Neuland am Meer (1938) sowie Radioübertragungen von verschiedenen Orten der Westküste machten Landgewinnung und Adolf-Hitler-Koog im ganzen Reich bekannt. Bereits der Anfang 1934 uraufgeführte Spielfilm Der Schimmelreiter von Curt Oertel und Hans Deppe (nach der gleichnamigen Novelle von Theodor Storm) thematisierte den Deichbau.
Bis zum Beginn des Zweiten Weltkriegs brachten täglich bis zu 40 Busse und Autos Staatsgäste und andere Besucher in den Koog.
Im Wesentlichen diente die Neulandhalle jedoch bis zum Jahr 1945 als Versammlungs- und Schulungsstätte sowie Jugendherberge.
Zum Ende des Zweiten Weltkrieges wurde sie Lazarett.

### Jugendfreizeitstätte

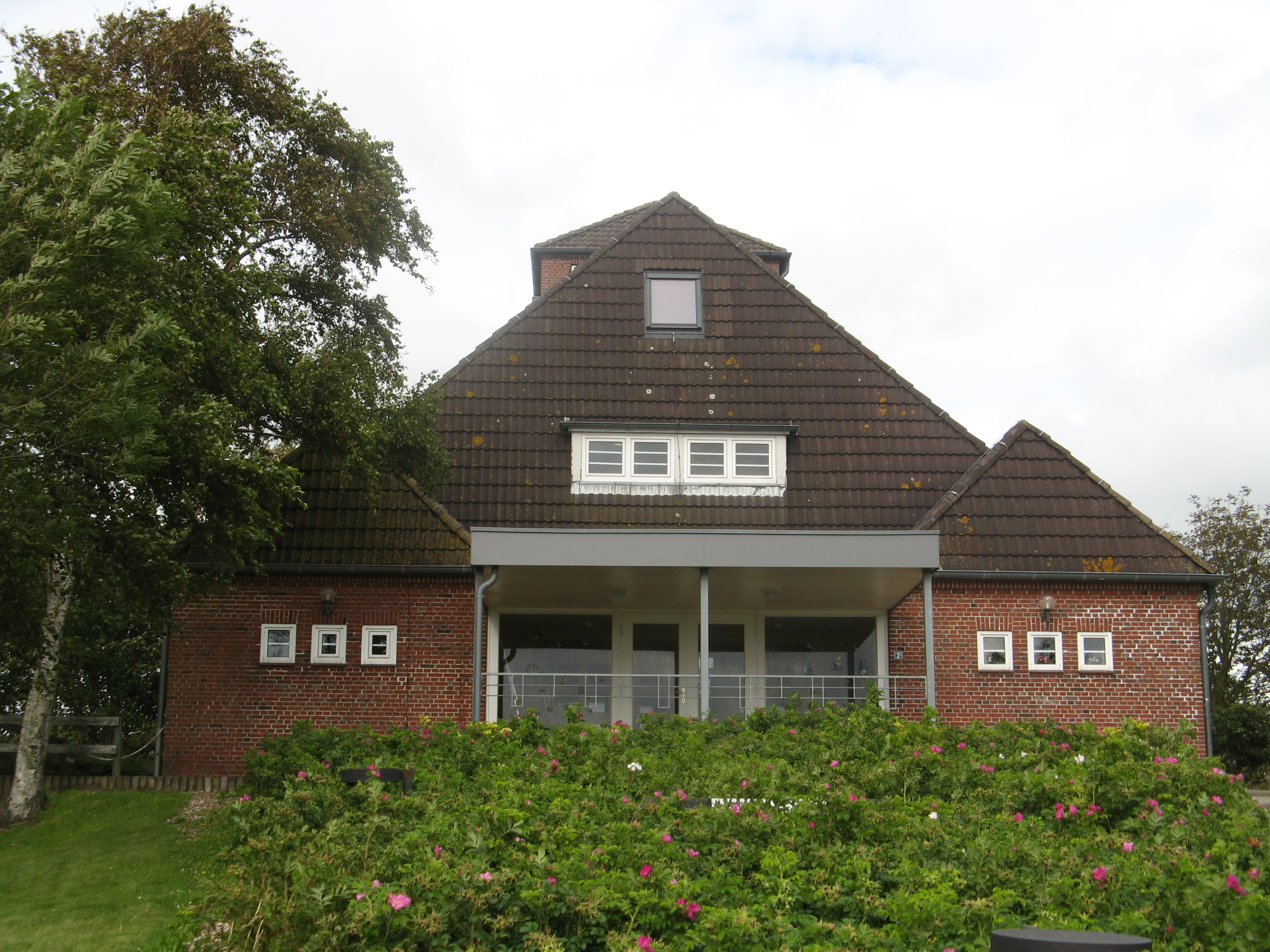
Jugendfreizeitstätte Neulandhalle (2007)

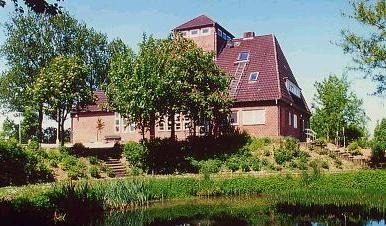
Neulandhalle (2012)

Nach 1945 übernahmen der Kreis Süderdithmarschen sowie der Deich- und Hauptsielverband Süderdithmarschen das Haus und verpachteten es zunächst als Gaststätte.
Im Jahr 1971 erwarben die evangelischen Kirchenkreise Norder- und Süderdithmarschen die Neulandhalle für ihre Jugendarbeit. Die Pröpste Walter Pareigis, Meldorf, und Uwe Steffen, Heide, unterstützten den damaligen Süderdithmarscher Jugendpastor Klaus Jürgen Horn, Nordhastedt, bei diesem Vorhaben. Am Buß- und Bettag 1973 wurde die Neulandhalle als „Evangelisches Jugend- und Freizeitzentrum Neulandhalle“ eingeweiht.
Nach diversen Umbauten bot das Haupthaus zunächst in Ein- bis Vier-Bettzimmern auf drei Etagen Platz für 36 Gäste; außerdem enthielt es die Küche, die alle Häuser versorgte. Für die Mitarbeiter wurde 1974 ein zusätzliches Mitarbeiterhaus errichtet. Ab 1978 gab es zudem das Freizeithaus mit 28 Plätzen, erbaut mit Hilfe eines Programms zur Konjunkturförderung. Auf dem großen Gelände wurden zusätzlich während des Sommers Zelte aufgebaut, was – wegen des unbeständigen Wetters – zugunsten von fünf festen Zeltdachhäusern und einem Gruppenhaus aufgegeben wurde.
Insgesamt konnten in der Hauptsaison etwa 100 Gäste in drei verschiedenen Gruppen parallel beherbergt und bewirtet werden. Der alte Stall wurde zur Freizeitscheune ausgebaut, später auch beheizbar gemacht und erweitert. Die Wege wurden befestigt und eine vollbiologische Kläranlage eingerichtet. Der Plan, als erste Einrichtung im Koog eine Windmühle zu bauen, zerschlug sich aus umweltpolitischen und finanziellen Gründen.
Mit der Verwaltung der Neulandhalle wurde ein achtköpfiges Kuratorium beauftragt, wozu die jeweiligen Jugendwarte, Vertreter aus den Kirchenkreisvorständen und an der Jugendarbeit interessierte Mitchristen gehörten.
Im Laufe der ersten zehn Jahre investierte die Kirche über zwei Millionen DM in diesen Bereich ihrer Jugendarbeit, in deren Genuss nicht nur kirchliche Gruppen (Jungscharen, Konfirmandengruppen, Chöre, Posaunenbläser usw.) kamen, sondern auch Kindergartengruppen und Schulklassen, Jugendgruppen aus südlichen und östlichen Bundesländern sowie Theater- und andere Musikgruppen.
Anfang der 1990er Jahre gründeten die Kirchenkreise einen Verein, der die Neulandhalle seitdem als gemeinnütziger Verein betrieb. Für die Ausgaben standen nur die Einnahmen aus Übernachtung und Verpflegung zur Verfügung, zur Bauunterhaltung mussten Spenden gesammelt werden.
Nach über 25 Jahren Betrieb war dann im Jahr 2000 eine große Renovierung des Haupthauses und des Freizeithauses erforderlich. Für etwa 450.000 DM, wovon ein Großteil durch den Erlös aus dem Verkauf von Wohlfahrtsmarken der Deutschen Jugendhilfe eingeworben werden konnte, wurden die sanitären Einrichtungen modernisiert.
Bis 2011 wurden ca. 9.000 Übernachtungen pro Jahr verzeichnet. Im Januar 2011 erklärte der Eigentümer, dass er die Neulandhalle wirtschaftlich nicht mehr betreiben kann. Der Betreiber schloss die Einrichtung am 30. Juni 2011. Der Neulandhalle drohte der Abriss.

## Historischer Lernort

### Vorgeschichte
Seit 2011 wurde die Umnutzung des Gebäudes als ein Ort zur Auseinandersetzung mit dem Nationalsozialismus geplant. „Kaum ein Ort in Deutschland eignet sich so gut, die fatale Verführungskraft des Nationalsozialismus jungen Menschen präventiv nahe zu bringen“, begründete diese Idee der Propst von Dithmarschen Andreas Crystall. Der Lernort Neulandhalle wurde in der Gedenkstättenarbeit als herausragendes Projekt eingestuft.
Daher hatten ab Ende 2012 die Nordkirche und das Land Schleswig-Holstein u. a. das Projekt Neulandhalle geplant. Das Konzept dafür war von dem Historiker Uwe Danker (Universität Flensburg) erarbeitet und vom Kirchenkreis Dithmarschen bezahlt worden. Es war angedacht, dass das Land 2,1 Millionen Euro dazugibt und die Bundesregierung mit ihrem Kulturförderungsetat ebenfalls. Doch die Bundesregierung lehnte es ab das Projekt zu fördern. Das Projekt wurde daher umgeplant und verkleinert.

### Konzeption und Realisation

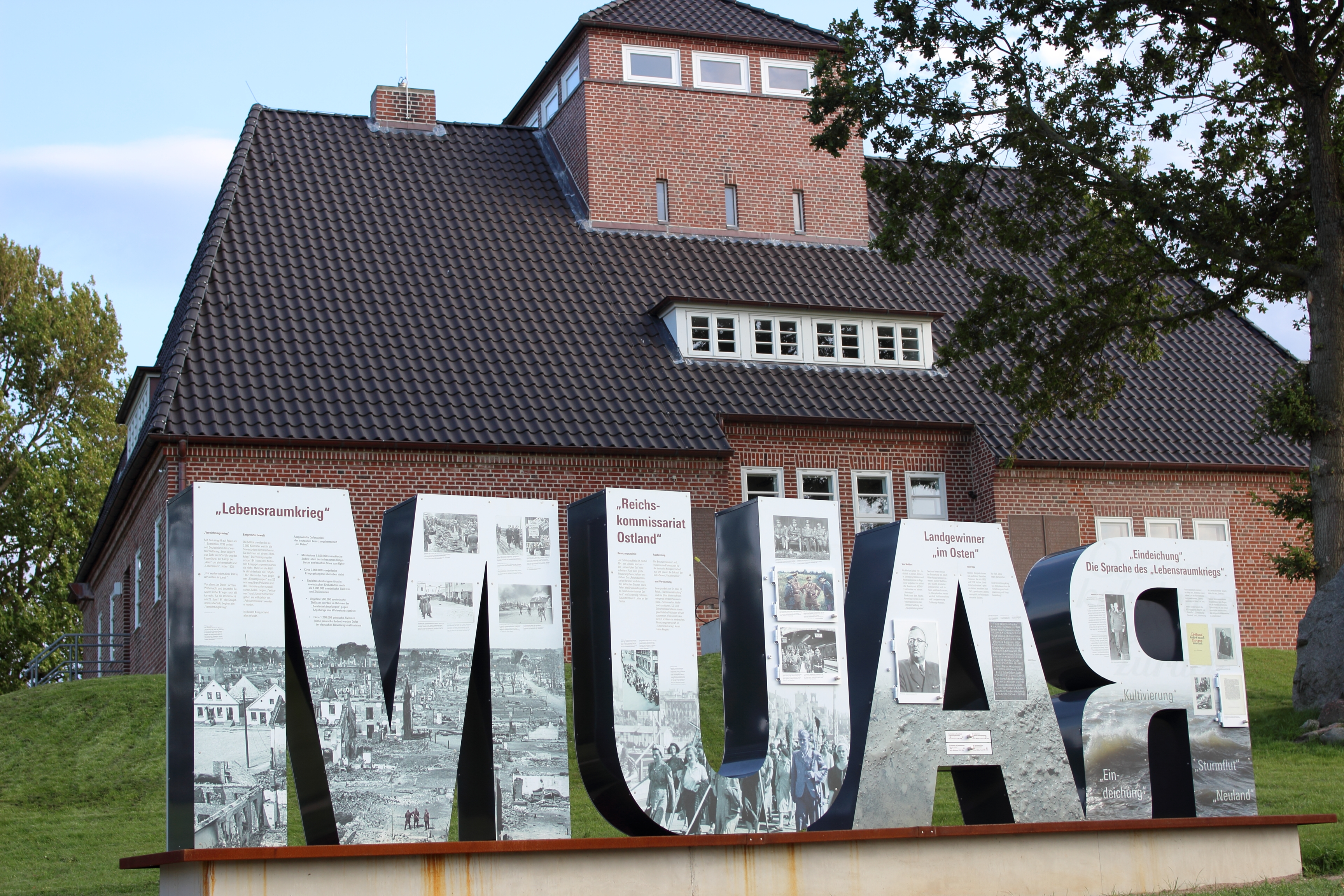
Historischer Lernort Neulandhalle

Am 7. April 2017 vereinbarten die evangelisch-lutherische Kirche in Norddeutschland, der Kirchenkreis Dithmarschen und das Land Schleswig-Holstein die Errichtung des historischen Lernorts Neulandhalle.
Danach sollte das Gebäude in den Zustand von 1936 zurückgebaut und als Denkmal erhalten werden.
Im Außengelände wurde eine Dauerausstellung zum Thema der Wirkung der Neulandhalle als Mittel der NS-Propaganda und Volksgemeinschaftsidelogie eingerichtet. Damit soll politisch-historische Bildungsarbeit über den Nationalsozialismus in Deutschland ermöglicht werden.
Die Ausstellung wurde durch ein Team um den schleswig-holsteinischen Regionalhistoriker und Direktor der Forschungsstelle für regionale Zeitgeschichte und Public History (frzph), Uwe Danker erstellt. Nach Fertigstellung der Außenausstellung und der Renovierung des Gebäudes wurde der Lernort Neulandhalle am 8. Mai 2019 im Beisein des Präsidenten des Schleswig-Holsteinischen Landtages Klaus Schlie von den Repräsentanten der beteiligten Träger seiner Bestimmung übergeben.
Der Historiker Danker stellte in einem Vortrag die Ausstellung vor.

### Vermittlung
Die Bildungsarbeit wurde nach Fertigstellung des historischen Lernortes vom Verein Volkshochschulen in Dithmarschen e. V. (VHS) erarbeitet und umgesetzt. Der Verein ermöglicht geführte Besichtigungen der Neulandhalle und veranstaltet Führungen durch die Außenausstellung.
Bis zum Jahr 2024 soll der Kirchenkreis Eigentümer der Einrichtung bleiben. Danach soll im Rahmen einer Projektevaluation über die zukünftige Eigentümerkonstellation nachgedacht werden.